# 八幡平

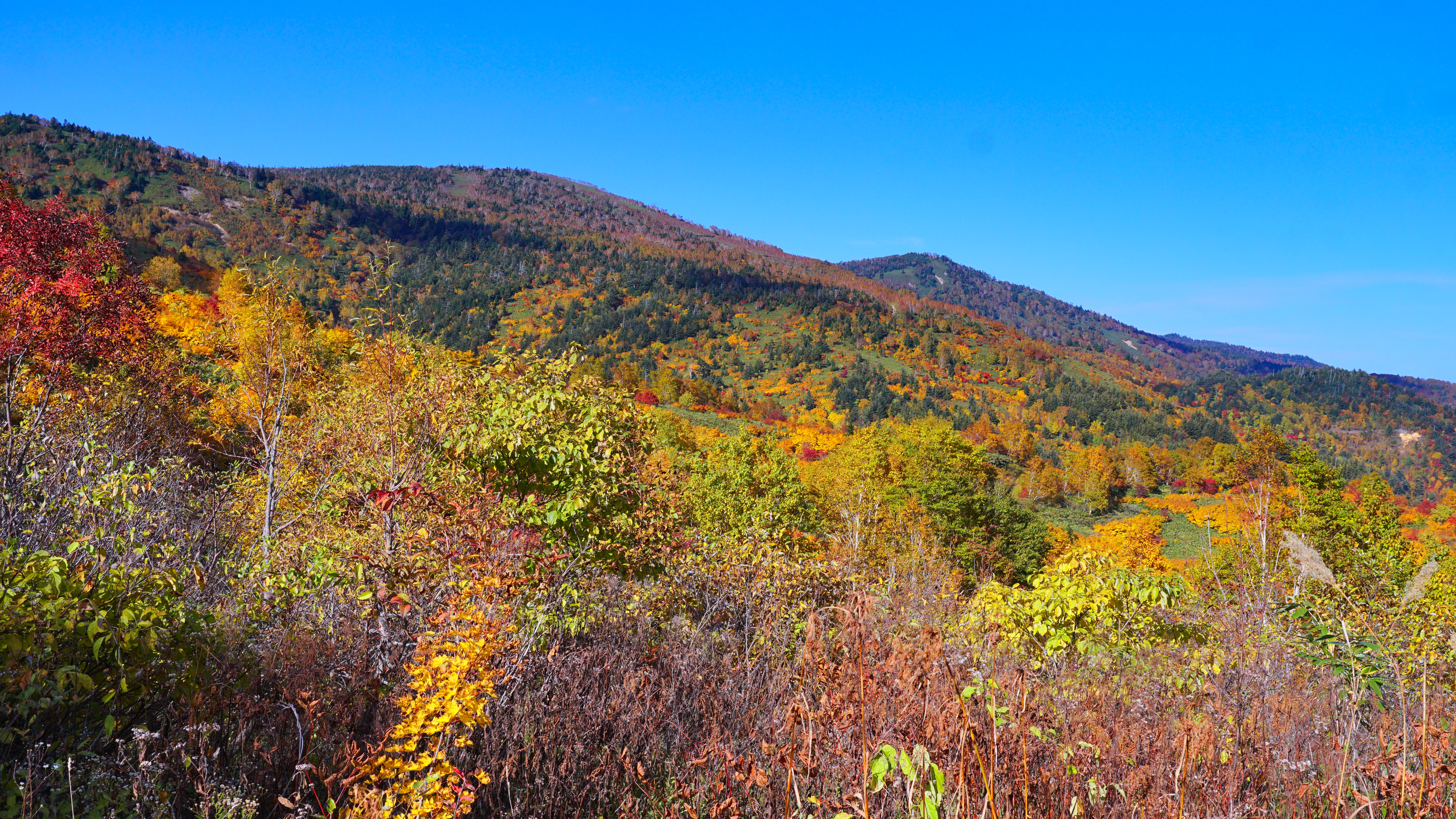
八幡平的紅葉

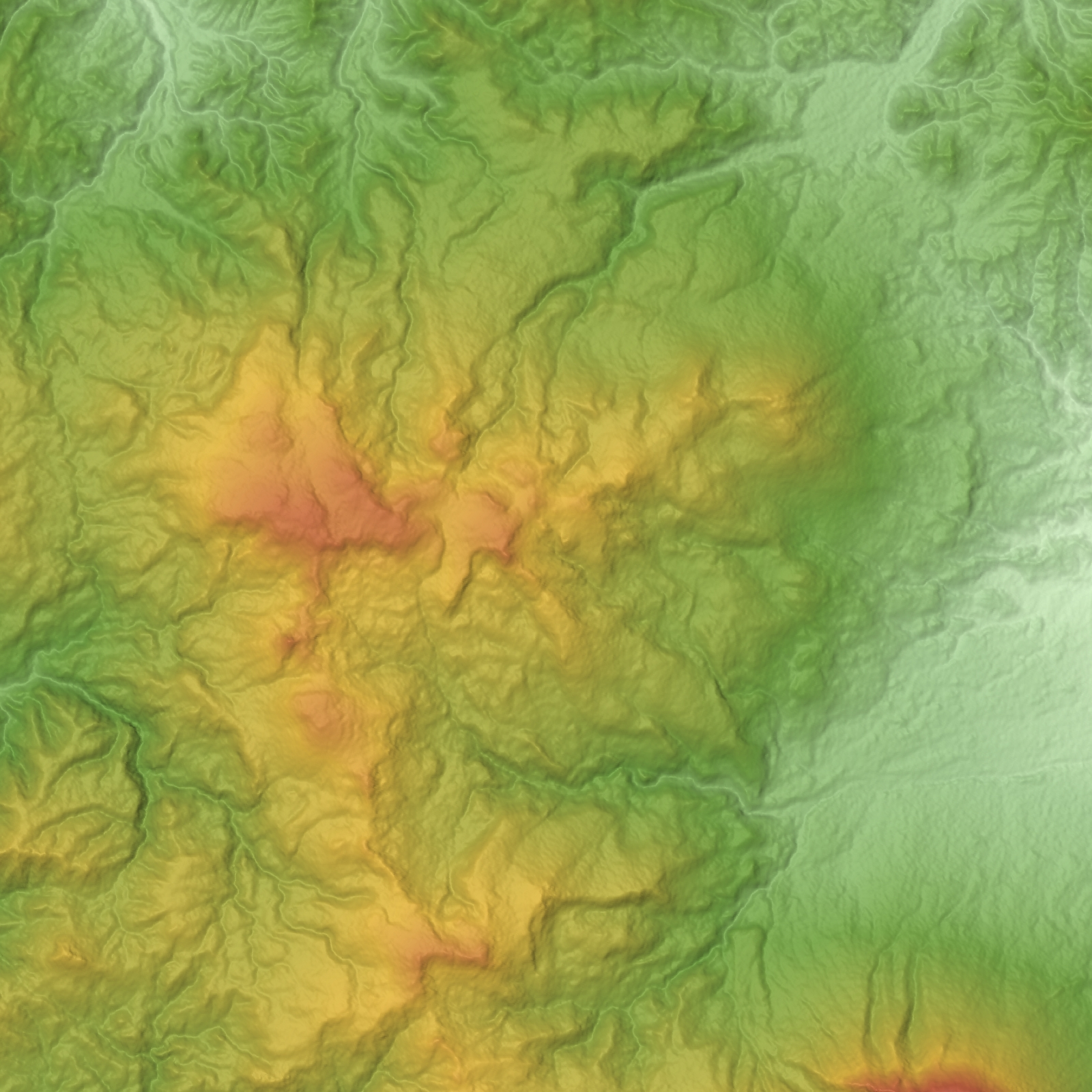
八幡平火山的火山體地形圖

八幡平（日语：／）是位在日本奧羽山脈北部的山群。標高1,614 公尺。行政區分屬岩手縣、秋田縣。廣闊的高原上有許多小山峰，其間有無數的沼澤、濕原。日本百名山之一。1956年，山域指定為十和田八幡平國立公園。

## 特徴
約100萬年前噴發所形成。山頂部所見的平緩外觀一度被認為是盾狀火山。現在則認為是山頂呈台地狀的成層火山。山頂部在9千～5千年前發生水蒸氣噴發因此有多座火山口，形成現在的八幡沼與鏡沼、眼鏡沼等湖泊。
國立公園八幡平地域面積達40,489公頃，幾乎全境皆屬於國有林。八幡平一帶地勢平緩，積雪豐富，因此沼澤與濕原眾多。濕原有著豐富的高山植物與濕原植物群落，以及大白時冷杉與山毛欅原生林。
八幡平山頂有二等三角點。由於過於平坦，1962年（昭和37年）岩手縣將其堆高。崩壞後，1986年（昭和61年）為了紀念國立公園30周年新建木造展望台。展望台在2012年（平成24年）年久失修毀壊，之後因降雪與業者倒閉等因素，直至2014年（平成26年）10月才完成新展望台。

## 傳說
傳說坂上田村麻呂受桓武天皇之令征伐奧州蝦夷，在追討山賊殘黨途中來到此地，對於優美景色印象深刻，因此在此興建供奉戰神的八幡神宮並祈求勝利。討罰殘黨後的坂上田村麻呂再度回到高原的八幡神宮參拜，並將此地命名為「八幡平」。不過根據史料，坂上田村麻呂未曾來到此地。

## 觀光
八幡平有三處視野良好的展望處，分別為畚岳、源太森、茶臼岳，稱「八幡平三大展望地」。
1993年（平成5年），由於收費道路八幡平Aspite Line免費化，加上連接松川溫泉與藤七溫泉的八幡平樹海公路開通，遊客急速成長，山頂的見返峠停車場開始收費。停車費用來維護公園設施與清潔。
5月下旬至6月上旬，八幡平山頂融雪的鏡沼宛如龍之眼，稱作「八幡平龍之眼」。

### 登山
深田久彌將八幡平列為日本百名山之一。

### 登山路線
登山路線分為基本路線與在八幡沼展望台分岐的兩條次路線。
- 基本路線：Aspite Line頂上停車場（30分）→八幡沼展望台（10分）→八幡平頂上（20分）→分岐（10分）→八幡平頂上停車場〈約1小時10分〉
- 次路線（從基本路線的八幡沼展望台分出）：
  1. 八幡沼展望台→八幡沼一周（40分）→分岐（10分）→八幡平頂上駐車場〈約1小時30分〉
  2. 八幡沼展望台→八幡沼（25分）→源太森（40分）→黑谷地（30分）→茶臼岳（30分）→茶臼口巴士站〈約2小時45分〉

### 溫泉
八幡平周邊是東北地方知名的溫泉地帶，溫泉地眾多。包含了山頂附近的藤七溫泉與蒸之湯溫泉（ふけのゆ），靠近火山地獄的後生掛溫泉，及以北投石聞名的玉川溫泉等。這些溫泉群以「八幡平溫泉鄉」指定為國民保養溫泉地。

### 陵雲莊
陵雲莊是八幡沼湖畔的避難小屋。最早建於1957年（昭和32年），之後歷經四次改建。內部有暖爐。最早寫作「凌雲莊」，之後改為「陵雲莊」。

### 藤助森
八幡平山頂西北西方500公尺處的藤助森（1604m）是以大正時代經營蒸之湯溫泉的阿部藤助命名。他推廣當地觀光與農業，曾擔任秋田縣鹿角郡宮川村八年助役、15年村長皆無支薪，並還開闢通往八幡平的山道。

### 源太森
八幡平三大展望地之一的源太森是傳聞坂上田村麻呂部下霞源太忠義、忠春在此地探查敵情而命名。

### 八幡沼

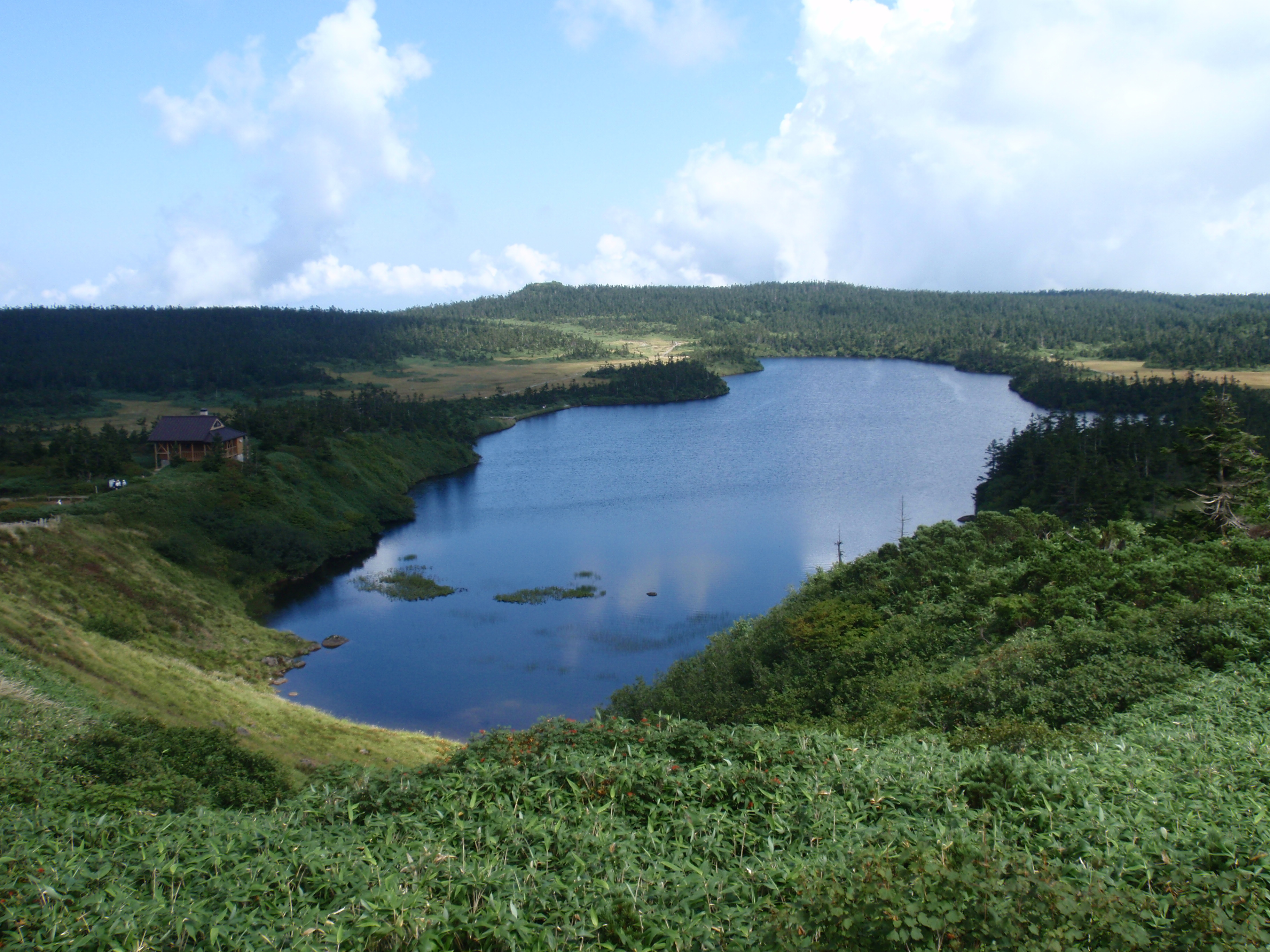
八幡沼

八幡沼是東西長約600m、南北長約200m的湖沼。最大水深22.4m，是連通多個火山口的複合火口湖。加上附近約18個類似的爆裂火口湖，是在6000年前的蒸汽爆發後所形成。八幡沼是岩手縣第二大的自然湖。周圍有廣大的八幡沼濕原。濕原是湖水的主要水源，因此湖色受到淡咖啡色的泥炭影響呈現深藍色。湖畔有避難小屋陵雲莊，能眺望八幡沼與陵雲莊的地點建有休憩廣場。休憩廣場由於人類活動，植被稀少。目前正在進行植被回復實驗。
傳說坂上田村麻呂進攻以岩手山為據點的大武丸（大猛丸）時，以源太森為暸望台，在八幡沼旁集合軍隊立起八旗向八幡神祈求勝利。此八幡沼的傳說也就是八幡平之名的由來。

### 蒲沼
八幡沼附近的蒲沼（ガマ沼）是兩個爆裂火口連呈的湖，因形狀如「釜」而稱「ガマ」。最大水深9.1m。湖水受到周圍濕原帶有硫化硫的水源影響，顏色呈藍綠色。

### 鏡沼

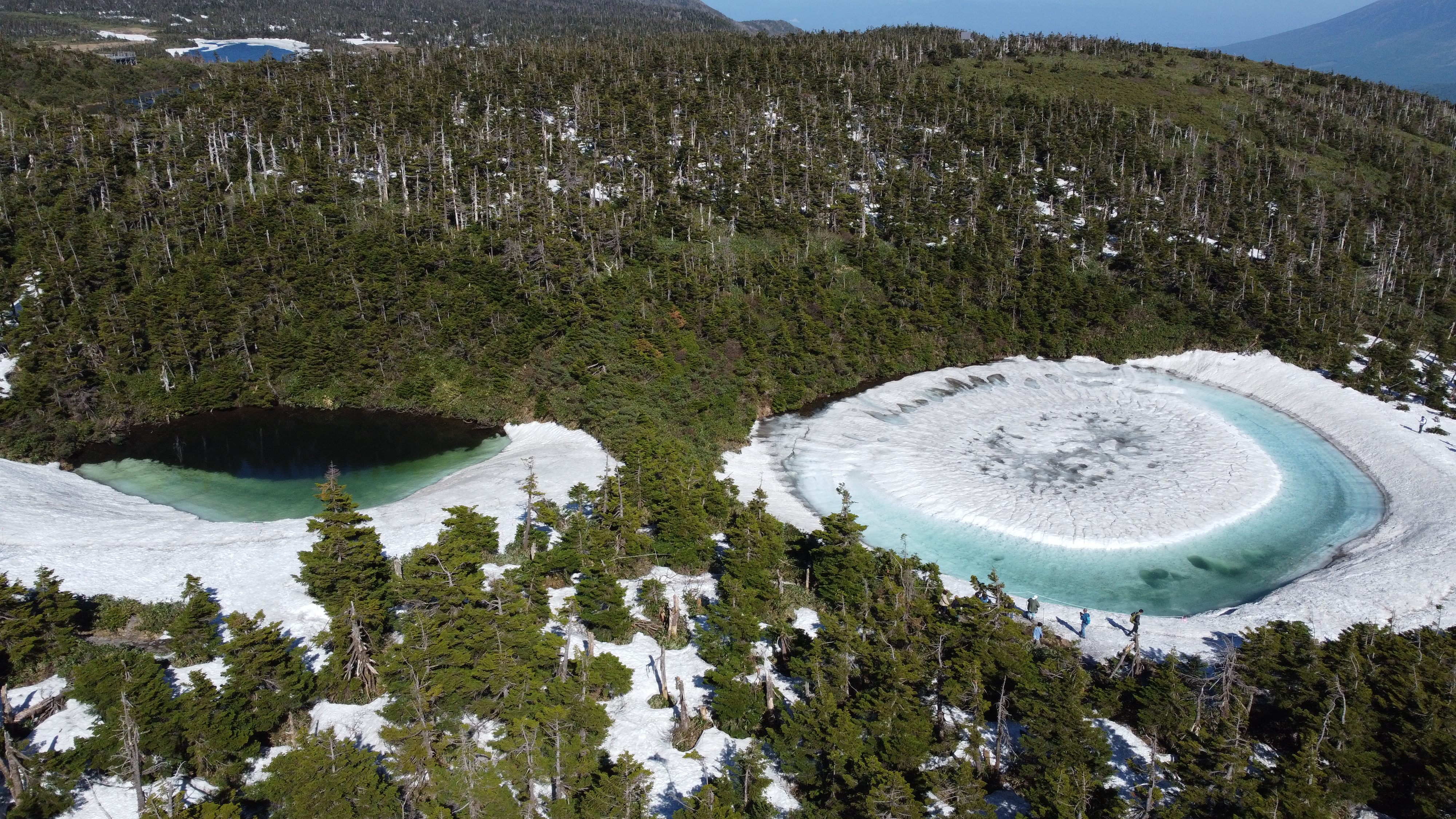
圖中右邊為鏡沼

山頂附近的鏡沼（直徑約50m）在5月下旬至6月初，融雪後的景色宛如巨大的「眼睛」，因此被稱作「龍之眼」。

## 八幡平系山峰
- 秋田燒山（日语：秋田焼山）
- 畚岳（日语：畚岳）
- 諸檜岳（日语：諸桧岳）

## 交通方式
- 岩手縣道·秋田縣道23號大更八幡平線（日语：岩手県道・秋田県道23号大更八幡平線）（八幡平Aspite Line）

### 巴士
- 岩手縣
  - 岩手縣北巴士（日语：岩手県北バス）：盛岡巴士中心（日语：盛岡バスセンター）～盛岡站前～松尾歷史民俗資料館～八幡平頂上。直達班次約2小時2分
- 秋田縣
  - 羽後交通、秋北巴士（日语：秋北バス）（共同運行）：田澤湖站前～田澤湖畔～玉川溫泉（日语：玉川温泉 (秋田県)）～八幡平頂上。2小時16分
  - 秋北巴士（日语：秋北バス）：鹿角花輪站前～八幡平站前～八幡平頂上。1小時18分

一年四季運行。「八幡平頂上」巴士站在見返峠停車場。

## 以八幡平命名的自治體
- 秋田縣鹿角郡八幡平村 （1956年（昭和31年）6月15日 - 1972年（昭和47年）3月31日，現鹿角市）
- 岩手縣八幡平市 （2005年（平成17年）9月1日 - ）

## 圖片

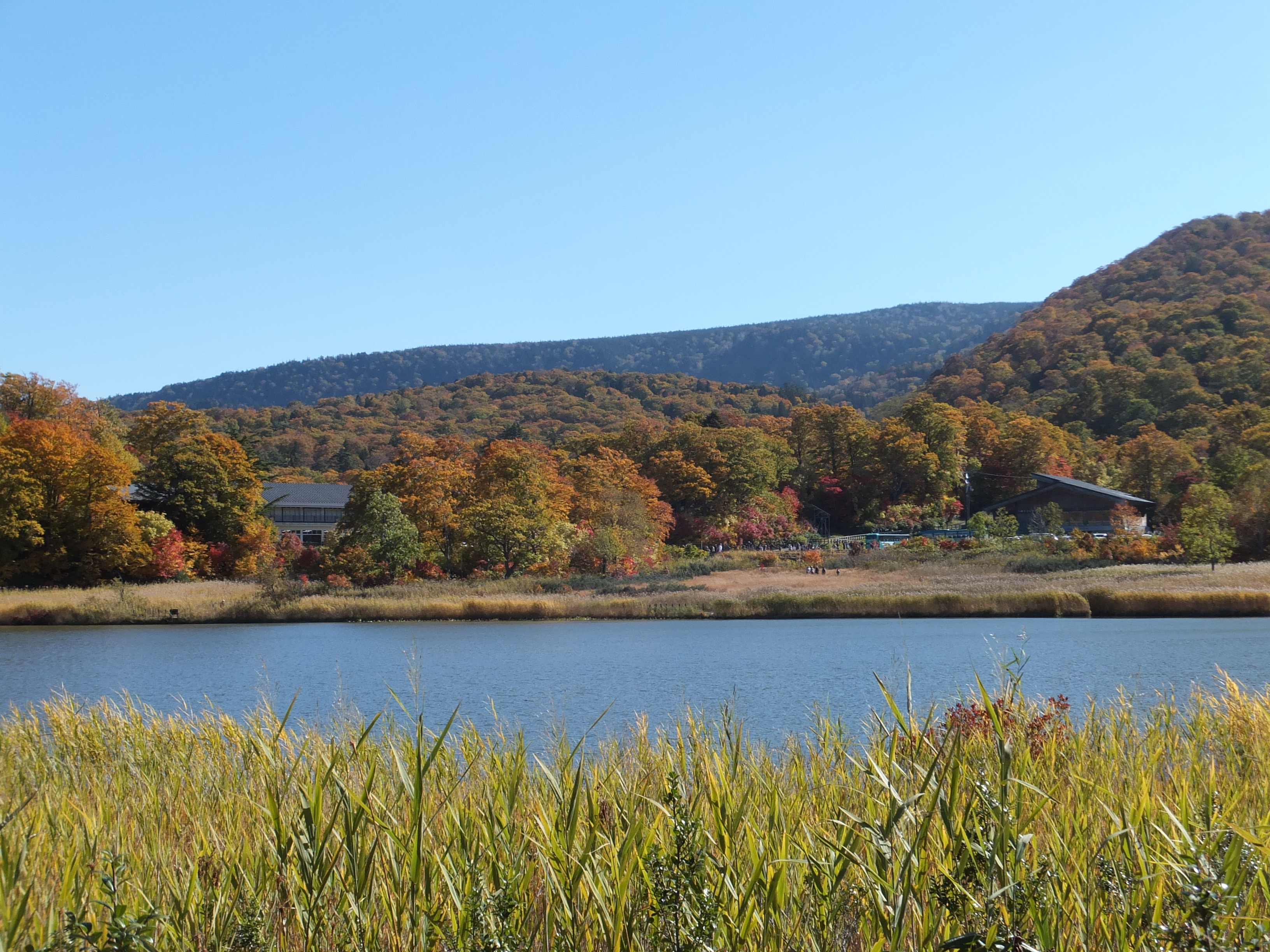
八幡平大沼
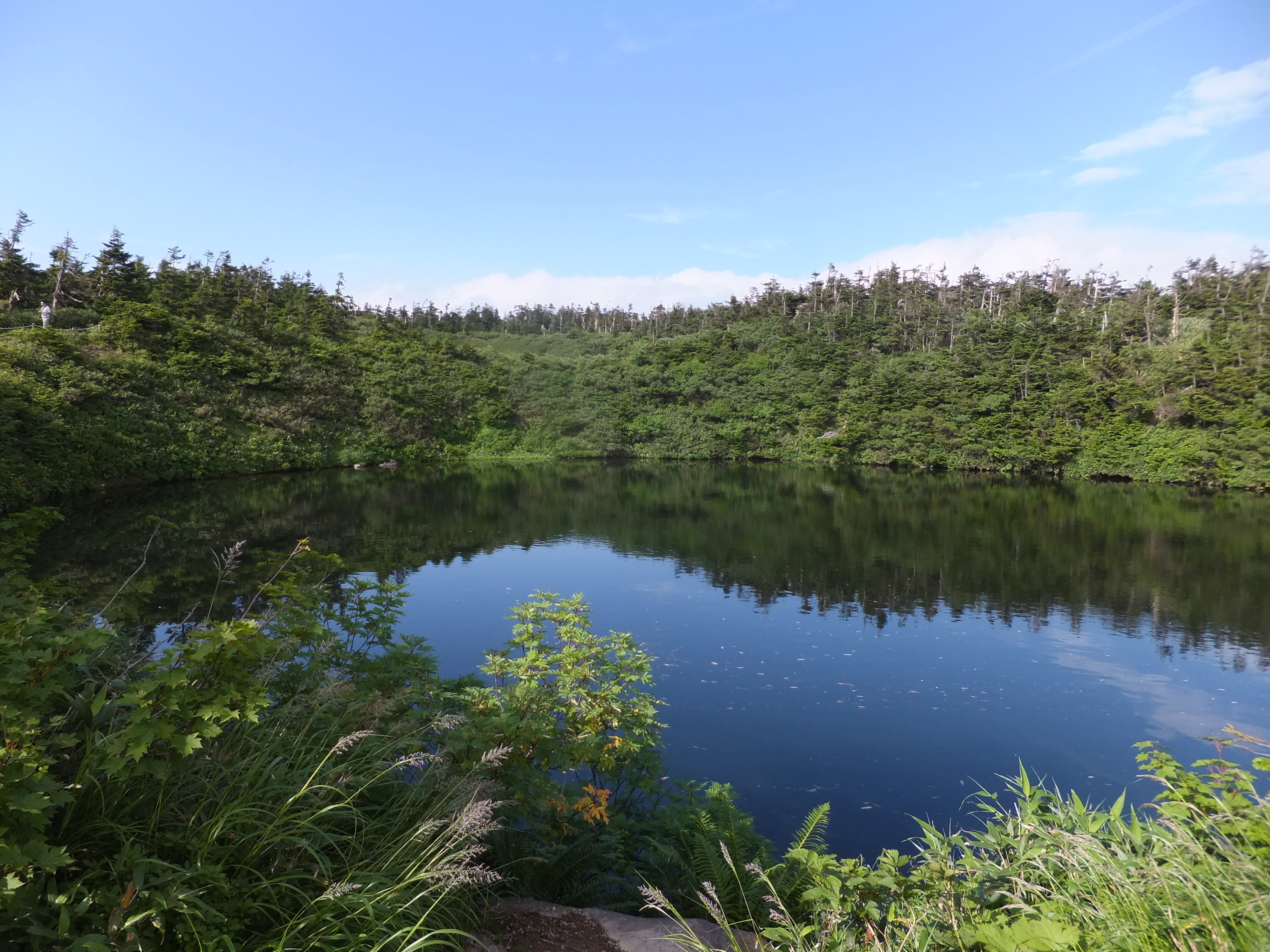
鏡沼
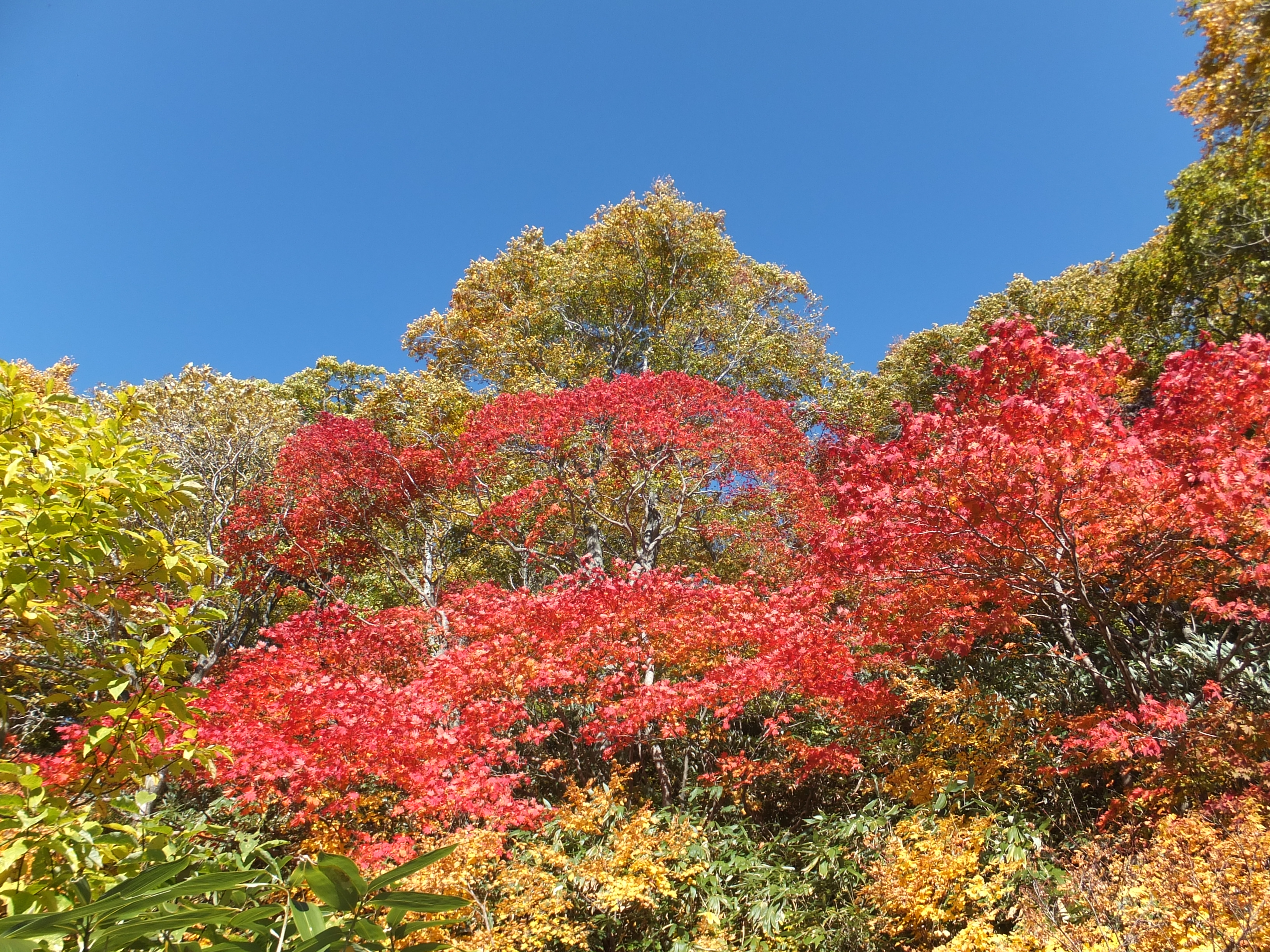
八幡平大沼的紅葉
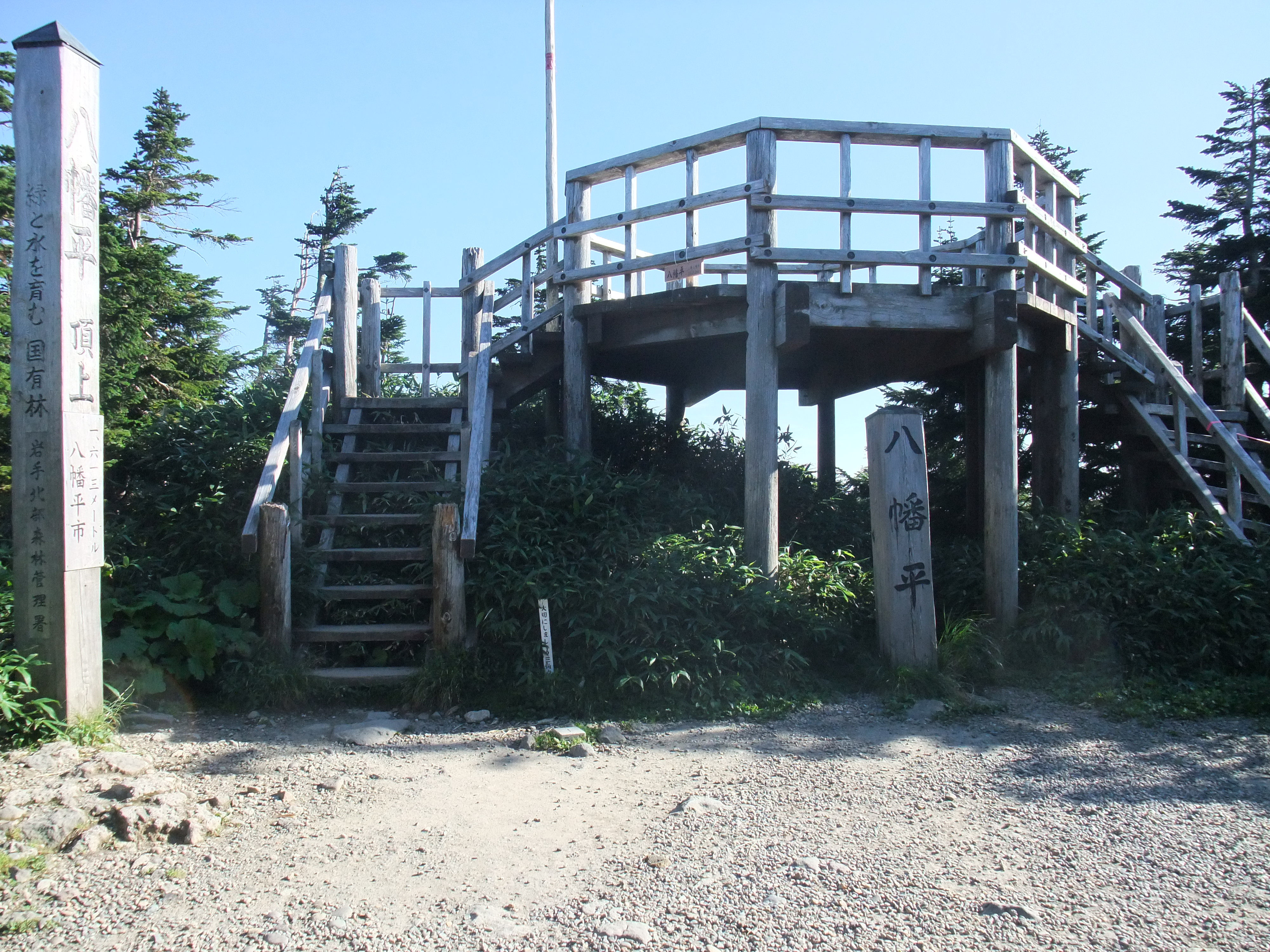
八幡平山頂
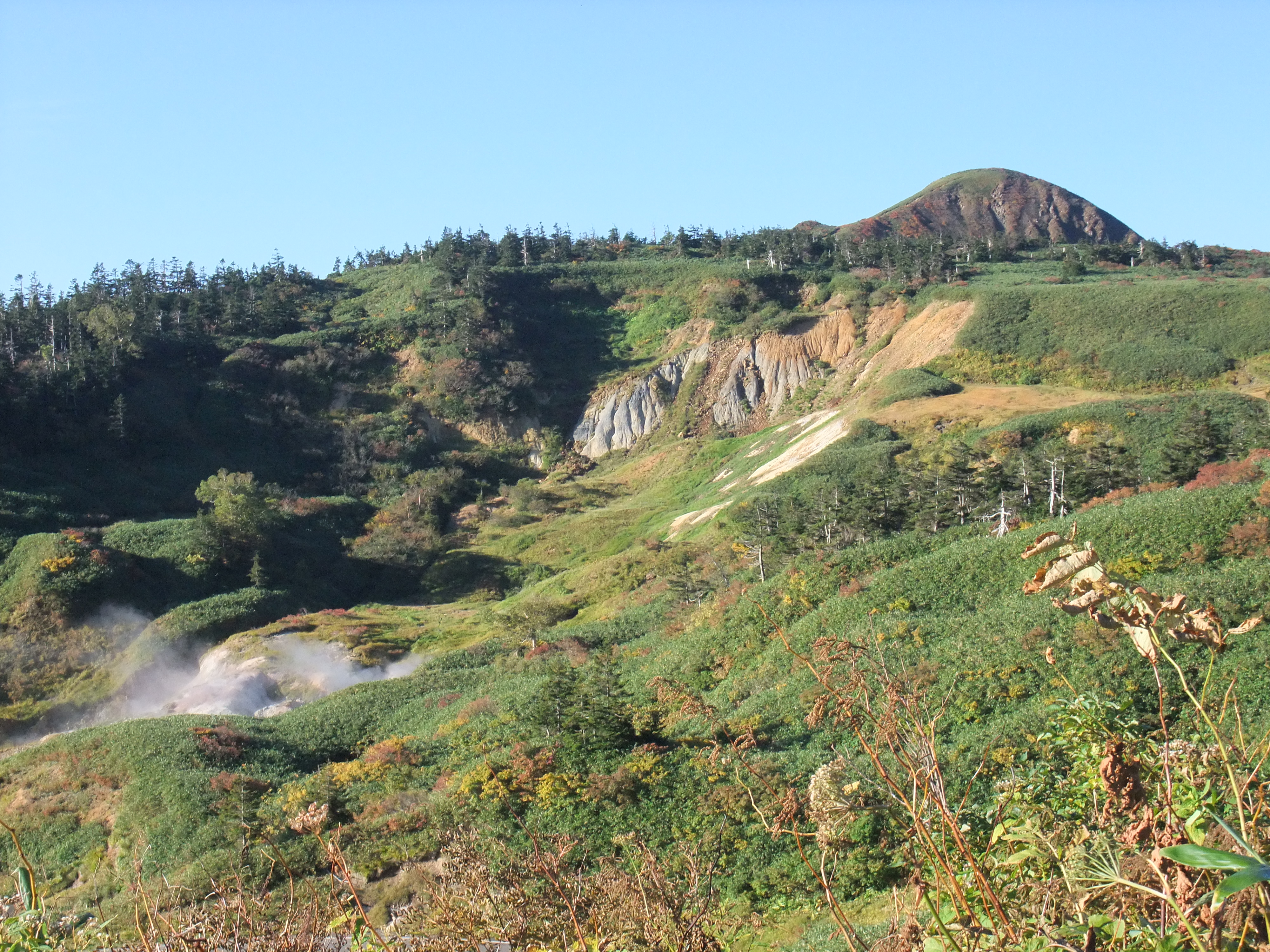
畚岳與藤七溫泉
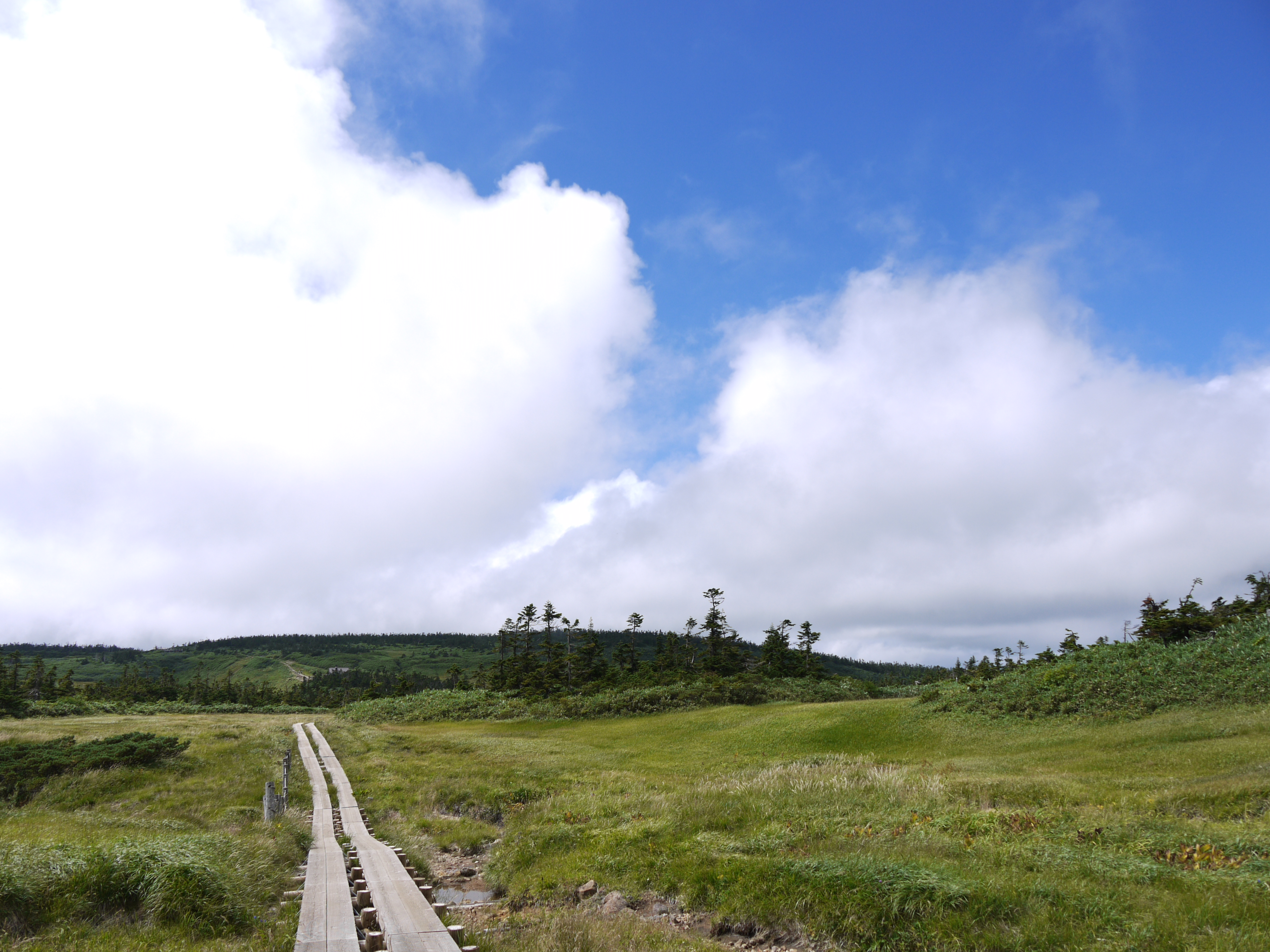
八幡平登山路線
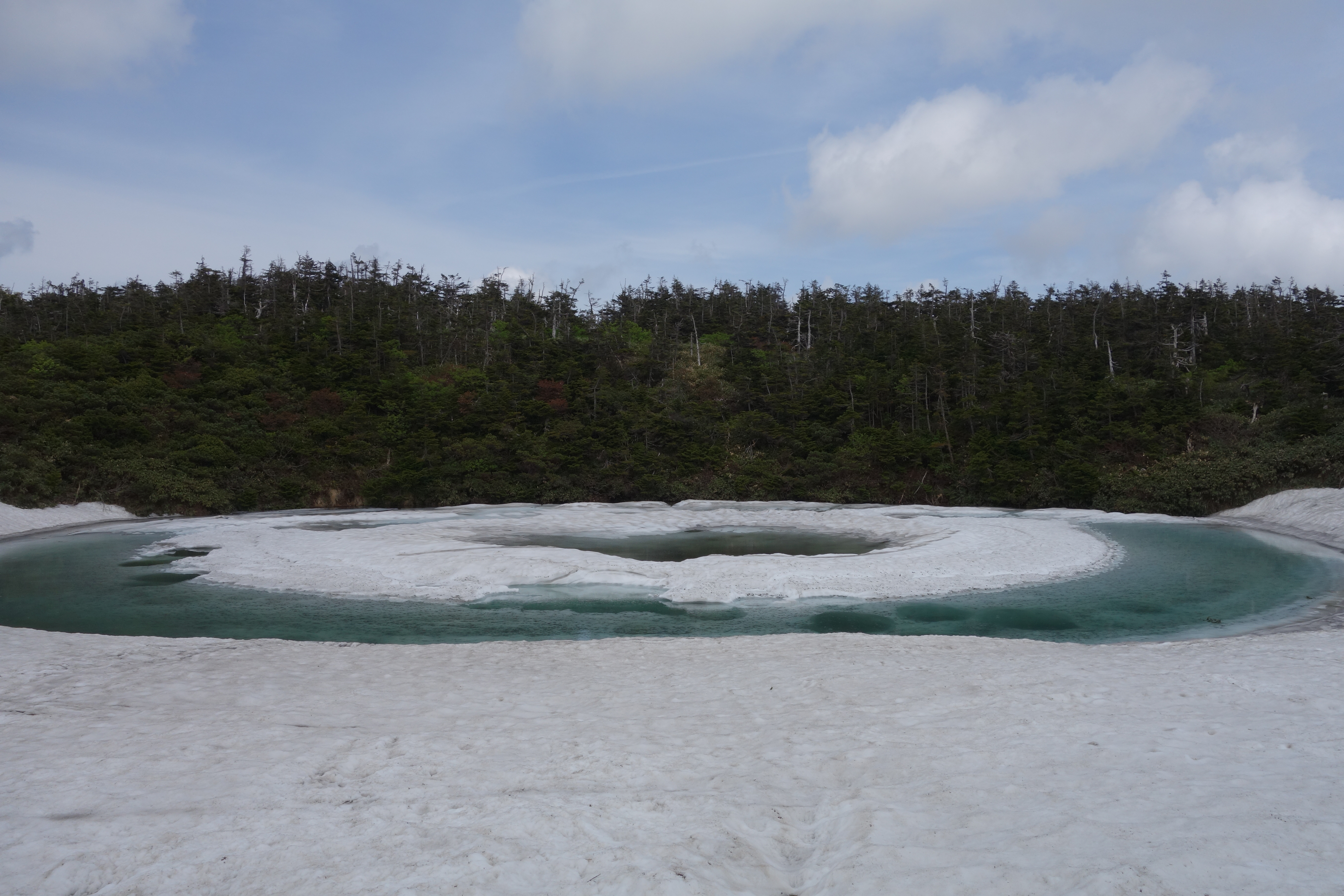
鏡沼「龍之眼」

## 關連項目
- 日本百名山
- 日本秘境100選
- 十和田八幡平國立公園

## 外部連結
- 國土地理院 地圖閱覽サービス 2万5千分1地形圖名：八幡平(秋田) （页面存档备份，存于）
- 八幡平 （页面存档备份，存于） - 氣象廳
- 日本活火山総覧(第4版)Web掲載版 八幡平PDF - 氣象廳
- 日本の火山 八幡平 （页面存档备份，存于） - 產業技術總合研究所 地質調査總合中心